# Lana Stefanac
Lana Stefanac, née le 16 juin 1975 à Cleveland, est une pratiquante de grappling, de jiu-jitsu brésilien et de MMA américaine.

## Titres

### Jiu-jitsu brésilien
- 2009 : 1re place aux championnats du monde (poids lourds)[1]

### Grappling
- 2007 : 2de place à l'ADCC Submission Wrestling World Championship (+67 kg)[2]